# Hans Schmidt (Mediziner)

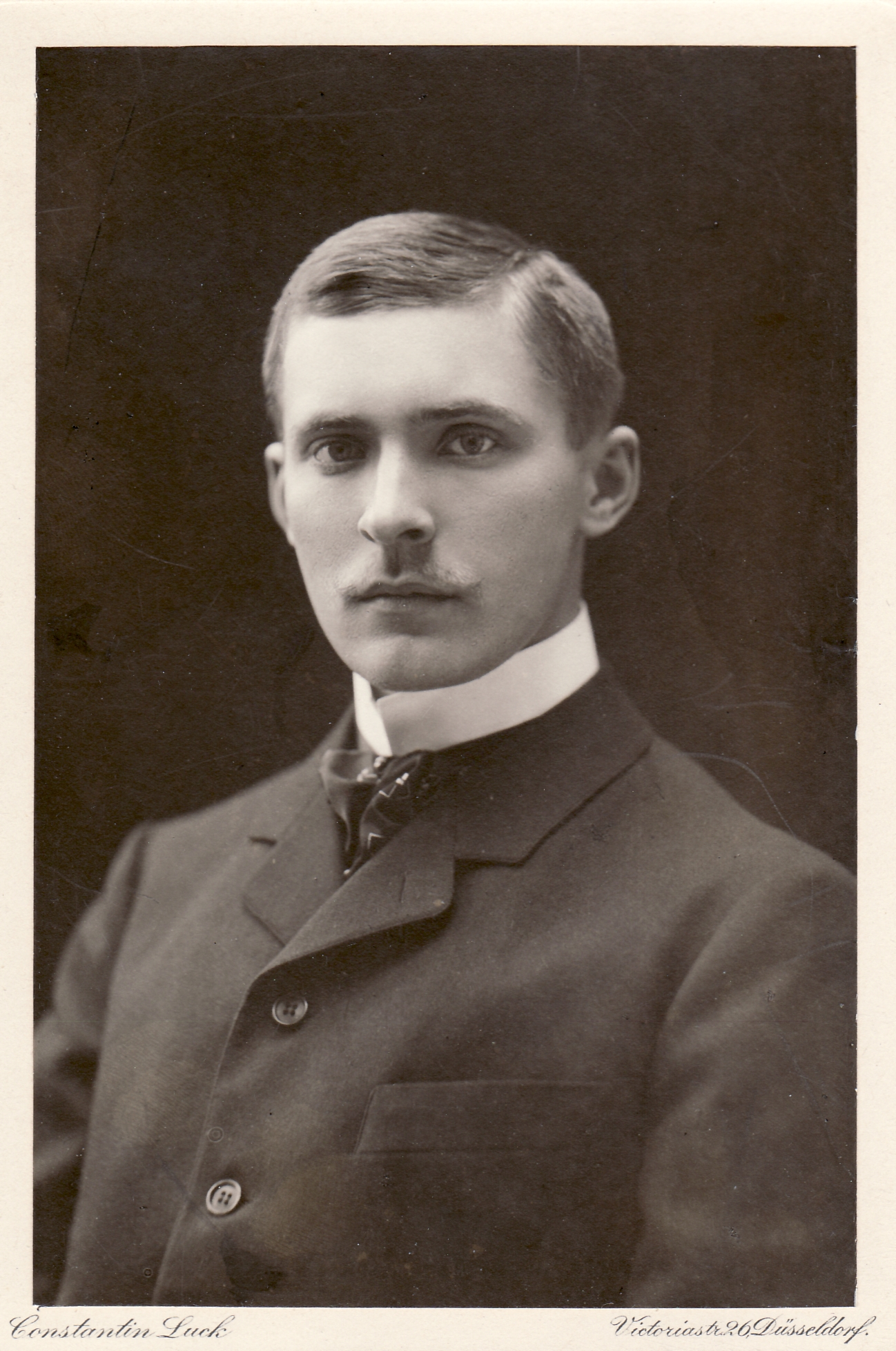
Hans Schmidt in jungen Jahren, Foto von Constantin Luck

Hans Schmidt (eigentlich Paul Hans Karl Constantin Schmidt, * 31. August 1882 in Düsseldorf; † 1. März 1975 in Wabern bei Bern) war ein deutscher Bakteriologe und Immunologe.

## Leben
Schmidts Eltern waren der Importkaufmann Ernst Schmidt (1831–1891) und Paula Schmidt, geborene Schlieper (* 1853). Hans Schmidt hatte fünf Geschwister. Nach dem Abitur in Düsseldorf 1903 studierte er Mathematik, Naturwissenschaften und Medizin in Genf, Bonn und Freiburg im Breisgau. Er legte das medizinische Staatsexamen 1909 ab und wurde 1910 bei Walther Straub mit einer Arbeit über die Physiologie der Phosphoröle zum Dr. med. promoviert. Als Medizinalassistent arbeitete Schmidt in der Pathologie des städtischen Krankenhauses in Karlsruhe und anschließend ein Jahr lang als Schiffsarzt. Ab 1912 beschäftigte er sich mit Bakteriologie und Serologie am Lister Institute of Preventive Medicine in London, wo er auch die britische Approbation erwarb. Ab 1914 arbeitete er am German Hospital in London. Nach kurzzeitiger Internierung verließ Schmidt 1917 England und kam an das bakteriologische Institut der Städtischen Krankenanstalten Düsseldorf (heute Universitätsklinikum Düsseldorf). 1919 wurde er Assistenzarzt bei Hans Much am bakteriologisch-serologischen Institut der Klinik Hamburg-Eppendorf (heute Universitätsklinikum Hamburg-Eppendorf). 1922 habilitierte sich Schmidt für das Fach Hygiene. 1923 ging er als wissenschaftlicher Leiter für die Herstellung von Seren und Impfstoffe an die Behringwerke in Marburg, wo er zwischen 1928 und 1952 das dortige Forschungsinstitut für Experimentelle Therapie leitete. Der spätere Leiter des Behring-Instituts für Fleckfieberforschung im deutsch besetzten Lemberg Richard Haas arbeitete 1937/38 für Schmidt. Von 1952 bis 1967 war Schmidt Mitglied des Aufsichtsrats der Behringwerke. 1928 wurde Schmidt an die Universität Marburg umhabilitiert. Ab 1929 war er außerplanmäßiger Professor in Marburg und hielt Vorlesungen über die Grundlagen der Hygiene und der Serumtherapie. 1941 wurde er Honorarprofessor.
Zur Zeit des Nationalsozialismus war er Förderndes Mitglied der SS und gehörte dem NS-Lehrerbund und dem NSKK an. Im Zweiten Weltkrieg war Schmidt beratender Hygieniker des Heeres-Sanitätsinspekteur.
Nach dem Krieg konnte Schmidt als Dozent weiterbeschäftigt werden, da ihm bescheinigt wurde, das NS-Regime abgelehnt zu haben. Er übernahm zunächst vertretungsweise die Leitung des Hygienischen Instituts, bevor er 1949 zum ordentlichen Professor ernannt wurde. 1950  emeritiert, führte er das Institut kommissarisch noch ein Jahr weiter.
1912 heiratete Schmidt Ilse Schleicher (* 1887). Das Paar hatte zwei Töchter.

## Wirken
Schmidts Arbeiten über die theoretischen Grundlagen der Immunologie und die praktischen Fragen der Präventivmedizin waren seinerzeit wegweisend für die immunologische Forschung. Seine experimentellen Arbeiten verbesserten die aktive Immunisierung (Schutzimpfung) und die Therapie von Infektionskrankheiten mit Heilseren. Schmidt entwickelte den von Emil von Behring 1913 eingeführten Impfstoff gegen Diphtherie weiter, verbesserte Therapie und Prophylaxe des Tetanus und die Schutzimpfung mit kombinierten Impfstoffen.
Schmidt beschäftigte sich über Jahrzehnte mit der Pathogenese und der Immunität bei Infektionskrankheiten und dem Verhältnis von Immunität und Allergie, mit Anaphylaxie und Serumkrankheit. Seine Bücher zur Serologie, spezifischen Therapie und Prophylaxe galten seinerzeit als Standardwerke. Schmidt war Herausgeber von Fortschritte der Immunitätsforschung und von 1957 bis 1975 Mitherausgeber der Zeitschrift für Immunitätsforschung.

## Schriften
- Immunität, Serumtherapie u. Schutzimpfung bei Diphtherie. In: W. Kolle, R. Krauss u. Paul Uhlenhuth (Hg.): Handbuch der pathogenen Mikroorganismen. 1928 (mit Erich Wernicke)
- Die Praxis der Auswertung von Toxinen und Antitoxinen. 1931
- Grundsätzliches über die Pathogenese und Immunität bei Infektionskrankheiten. In: M. Gundel (Hg.): Die ansteckenden Krankheiten. 1935, 2. Auflage 1942
- Die Grundlagen der spezifischen Therapie und Prophylaxe bakterieller Infektionskrankheiten. 1940
- Fortschritte der Serologie. 1933, 2. Auflage 1955
- Pathogenese, Therapie und Prophylaxe des Tetanus. 1952

## Auszeichnungen
- 1941: Mitglied der  Königlichen Physiographischen Gesellschaft in Lund
- 1942: Mitglied der  Deutschen Akademie der Naturforscher Leopoldina
- 1943: Mitglied der Königlichen Medizinischen Gesellschaft, Barcelona
- 1948: Emil-von-Behring-Preis[3]
- 1953: Ehrenmitglied der Deutschen Gesellschaft für Hygiene und Mikrobiologie
- 1957: Ehrenmitglied der Medizinischen Gesellschaft Marburg/Lahn
- 1960: Aronson-Preis des Robert Koch-Instituts, Berlin
- 1962: Ehrendoktor der Philipps-Universität Marburg
- 1963: Ehrenmitglied der Schweizerischen Gesellschaft für Mikrobiologie
- 1965: Ehrenmitglied der Deutschen Gesellschaft für Allergie- und Immunitätsforschung
- 1967: Goethe-Plakette des Landes Hessen
- 1973: Ehrenmitglied der  Deutschen Gesellschaft für Immunologie